# Pavel Horváth
Pavel Horváth (Praha, República Txeca, 22 d'abril de 1975) és un exfutbolista txec que va destacar especialment al FC Viktoria Plzeň. Va disputar 19 partits amb la selecció de la República Txeca.